# Bruno Léchevin
Pour les articles homonymes, voir Léchevin.
Bruno Léchevin (né le 27 janvier 1952 à Sallaumines et mort le 5 février 2020 à Paris) est un syndicaliste français.
Il est président de l'Agence de l'environnement et de la maîtrise de l'énergie (ADEME) de 2013 à 2018.

## Biographie

### Jeunesse
Bruno Léchevin est né en 1952 à Sallaumines (Pas-de-Calais). Après avoir quitté le collège, Bruno Léchevin se destine, comme son père, au bois et fait un CAP de menuiserie.
Il entre en 1967 à la Jeunesse ouvrière chrétienne (JOC) et participe activement aux évènements de Mai 68. Il est président de la JOC de 1974 à 1978.

### Syndicaliste à la CFDT
Bruno Léchevin commence sa carrière chez EDF en 1979 comme magasinier à Lyon. Il suit en parallèle des cours à l'Université catholique de Lyon. En 1980, il devient permanent de la Confédération française démocratique du travail (CFDT). En 1988, il est membre du bureau national de la CFDT et secrétaire général de la fédération Gaz-Électricité de la CFDT. En 1997, il devient secrétaire fédéral de la fédération issue de la fusion des branches Gaz-Électricité et Chimie de la CFDT, Jacques Kheliff en prenant la direction. Il participe notamment à la signature de l'accord pour les 35 heures chez EDF. Il quitte son poste de secrétaire fédéral en 1999.

### Carrière dans le secteur de l'énergie
Bruno Léchevin est diplômé de l'Institut d'études politiques de Paris[Quand ?]. En 1986, Bruno Léchevin crée l'ONG Électriciens sans frontières. À partir de 2000, il est membre de la Commission de régulation de l'énergie (CRE). En 2008, il est nommé délégué général du Médiateur national de l'énergie. En mars 2013, il est désigné président du conseil d'administration de l'Agence de l'environnement et de la maîtrise de l'énergie (ADEME). Il est à ce titre membre du conseil d'administration d'EDF à partir de mai 2013. En 2019, il prend la tête du Pacte finance-climat, ONG créée par le climatologue Jean Jouzel et l’économiste Pierre Larrouturou, destiné à créer une banque européenne du climat

## Décorations
- Officier de la Légion d'honneur en 2013[13]
  -  Chevalier de la Légion d'honneur en 2002[14]
- Chevalier de l'ordre national du Mérite[15] en 1998